# Дидем Ялънай
Дидем Ялънай (на турски: Didem Yalınay) е турска актриса.

## Биография
Дидем Ялънай е родена на 24 март 1976 година в град Анкара, Турция.

## Филмография
| Година | Филм                    | Роля                |        |
| ------ | ----------------------- | ------------------- | ------ |
| 2006   | Barda                   | Муайенеханедеки Къз |        |
| 2008   | İtiraf                  | Селин               |        |
| 2009   | Незабравима (Unutulmaz) | Ферда               | Сериал |